# Sint-Laurentiuskerk (Weesp)
De Sint-Laurentiuskerk is een voormalige rooms-katholieke kerk aan de Herengracht 16 in Weesp. Het gebouw is een gemeentelijk monument waarin thans de Wispe Brouwerij met bijbehorend horecabedrijf is gevestigd.
De Grote Kerk van Weesp was oorspronkelijk ook gewijd aan Sint-Laurentius en Maria Magdalena, maar ging na de reformatie over naar de protestanten. De katholieken van Weesp maakten daarna gebruik van schuilkerken. Zo werd in 1792 aan de Herengracht een nieuwe kerk gebouwd naar een ontwerp van Andries Schouten, die alleen van binnen als kerk herkenbaar was. Dit gebouw is tot 1874 in gebruik geweest.
In 1874 begonnen de voorbereidende werkzaamheden voor de bouw van de huidige kerk en op 1 april 1875 werd de eerste steen gelegd. Op 24 augustus 1876 werd de kerk in gebruik genomen en gewijd aan Sint-Laurentius en Maria Magdalena. Architect Theo Asseler ontwierp een driebeukige kruiskerk in neogotische stijl. Wegens geldgebrek werd van de toren alleen het onderste deel gebouwd. De bovenbouw werd in 1900 gebouwd naar een ontwerp van A. Bruning.
Het oorspronkelijk neogotische interieur is in de loop der jaren grotendeels vervangen. De kerk heeft glas-in-loodramen uit 1911, die gemaakt werden door Frans Nicolas. In het priesterkoor bevinden zich zeven ramen die tussen 1950 en 1960 gemaakt werden door Pieter van Velzen. Hij beschilderde ook het tabernakel, de doopvont, de muur boven het oksaal en het trappenhuis van de pastorie, met een voorstelling van Sint-Laurentius voor de gouverneur van Rome in 258 n.Chr. Het orgel is gebouwd door de firma Adema. In dit orgel is een 5½ register van het in 1772 door Johannes Stephanus Strümphler voor de schuilkerk gebouwde orgel hergebruikt.
De geloofsgemeenschap maakt sinds januari 2012 deel uit van de Parochie van Levend Water die ontstaan is door fusie van de Laurentiusparochie met de Nicolaasparochie te Muiden.
In juli 2012 werd aan de parochianen meegedeeld dat de kerk wegens de slechte fundering moest worden gesloten. Het teruglopend aantal kerkgangers is niet in staat om de herstelkosten voor fundering en bovenbouw bijeen te brengen. Op 27 april 2014 heeft de laatste eucharistieviering plaatsgevonden. De Weesper geloofsgemeenschap heeft een kerkgebouw aan de Troelstralaan overgenomen en in mei 2014 in gebruik genomen.

## Nieuwe bestemming
In 2016 werd de Laurentiuskerk aangekocht door een projectontwikkelaar die het kerkgebouw heeft getransformeerd naar verschillende nieuwe functies zoals een brouwerij met winkel en proeflokaal van de Wispe Brouwerij, een yogastudio, twee appartementen en een hotelkamer.

## Brand in toren

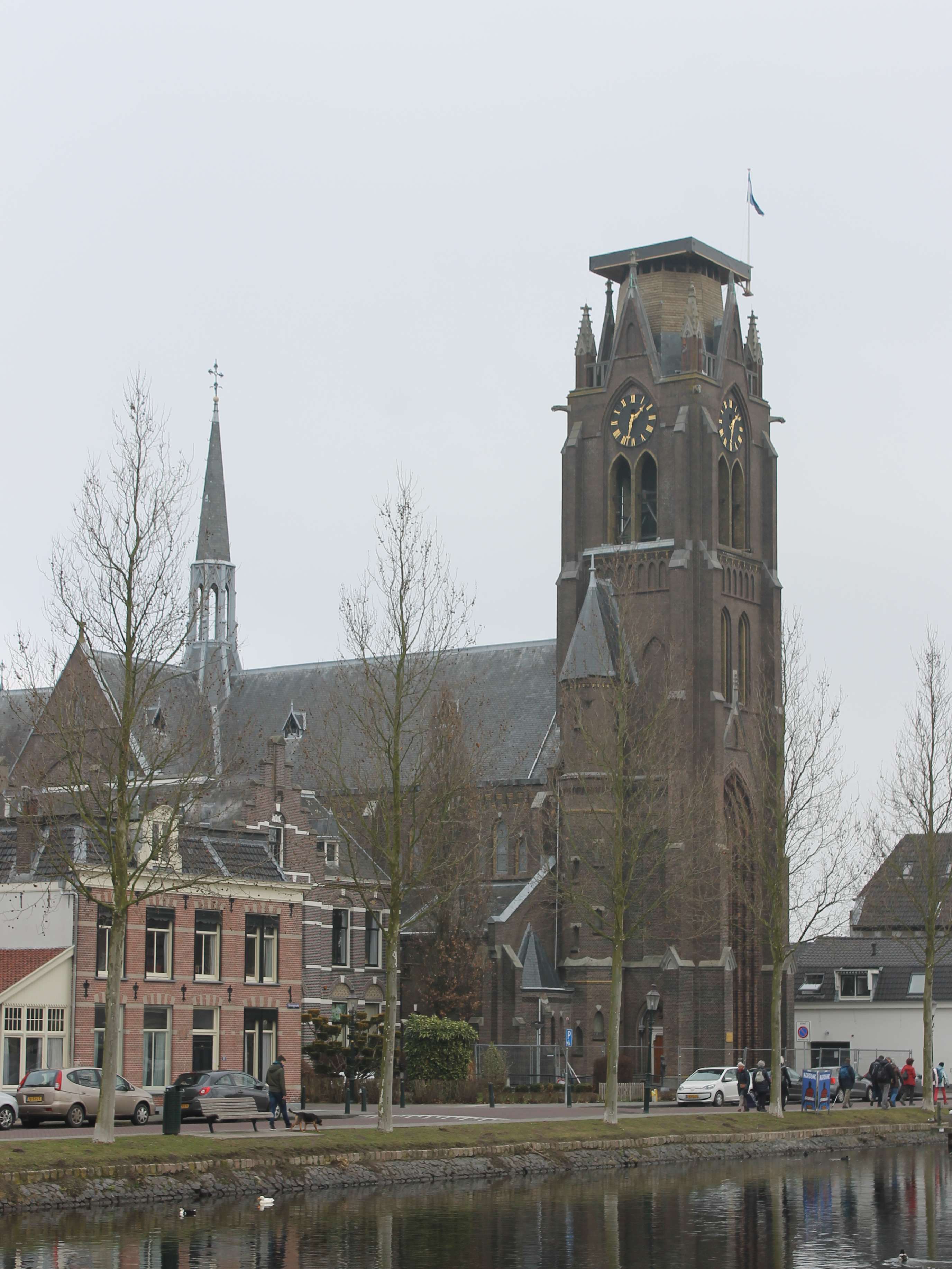
De kerk na de torenbrand.

Op 8 november 2016 stortte een deel van de torenspits neer tijdens een hevige brand. Het vuur werd bestreden door brandweerlieden uit Weesp en wijde omgeving. Exact twee jaar later, op 8 november 2018, is de herbouwde torenspits teruggeplaatst op de toren. 